# 해남 대흥사 북미륵암 삼층석탑
해남 대흥사 북미륵암 삼층석탑(海南 大興寺 北彌勒庵 三層石塔)은 전라남도 해남군 대흥사 북미륵암에 있는, 고려시대의 삼층석탑이다. 1963년 1월 21일 대한민국의 보물 제301호로 지정되었다.

## 개요
두륜산 정상 부근의 북미륵암에 세워진 탑으로, 2단의 기단(基壇) 위에 3층의 탑신(塔身)을 세운 모습이다.
기단에는 네 모서리와 가운데에 기둥 모양을 본떠 새겼다. 탑신은 몸돌과 지붕돌이 각각 한돌로 되어 있으며, 몸돌에는 네 모서리에 기둥 모양을 새겼다. 얇고 넓은 지붕돌은 밑면의 단의 수가 층에 따라 다른데, 1·2층은 4단, 3층은 3단의 받침을 두었으며, 탑의 머리장식으로는 노반(露盤:머리장식받침)과 앙화(仰花:솟은 연꽃모양의 장식)가 남아 있다.
한반도의 남쪽 끝인 해남에 이처럼 구성이 가지런한 탑이 있다는 것은 주목할 만한 일이다. 양식에서 일부 간략화된 곳이 있으나 전체적으로 안정감이 있으며, 고려 전기에 만들어진 것으로 짐작된다.

## 같이 보기
- 대흥사

## 참고 자료
- 해남 대흥사 북미륵암 삼층석탑 - 국가유산청 국가유산포털